# Clément Parisse
Clément Parisse (Évry, 6 juli 1993) is een Franse langlaufer. Hij vertegenwoordigde zijn vaderland op de Olympische Winterspelen 2018 in Pyeongchang.

## Carrière
Parisse maakte zijn wereldbekerdebuut in maart 2014 in Lahti. In februari 2015 scoorde de Fransman in Östersund zijn eerste wereldbekerpunten. Op de wereldkampioenschappen langlaufen 2015 in Falun eindigde hij als 24e op zowel de 15 kilometer vrije stijl als de 30 kilometer skiatlon. In januari 2017 behaalde Parisse in Toblach zijn eerste toptienklassering in een wereldbekerwedstrijd. In Lahti nam de Fransman deel aan de wereldkampioenschappen langlaufen 2017. Op dit toernooi eindigde hij als zestiende op de 50 kilometer vrije stijl en als 32e op de 30 kilometer skiatlon, samen met Jean-Marc Gaillard, Maurice Manificat en Robin Duvillard eindigde hij als zevende op de estafette. Tijdens de Olympische Winterspelen van 2018 in Pyeongchang eindigde hij als dertiende op de 30 kilometer skiatlon, als 24e op de 50 kilometer klassieke stijl en als 26e op de 15 kilometer vrije stijl. Op de estafette veroverde hij samen met Jean-Marc Gaillard, Maurice Manificat en Adrien Backscheider de bronzen medaille.
Op de wereldkampioenschappen langlaufen 2019 in Seefeld eindigde Parisse als vijfde op de 30 kilometer skiatlon en als negentiende op de 50 kilometer vrije stijl. Samen met Adrien Backscheider, Maurice Manificat en Richard Jouve behaalde hij de bronzen medaille op de estafette. In Oberstdorf nam de Fransman deel aan de wereldkampioenschappen langlaufen 2021. Op dit toernooi eindigde hij als twaalfde op de 30 kilometer skiatlon, als dertiende op de 50 kilometer klassieke stijl en als veertiende op de 15 kilometer vrije stijl. Op de estafette sleepte hij samen met Hugo Lapalus, Maurice Manificat en Jules Lapierre de bronzen medaille in de wacht.

## Resultaten

### Olympische Winterspelen
| Jaar | Plaats      | Resultaten                                                                                 |
| ---- | ----------- | ------------------------------------------------------------------------------------------ |
| 2018 | Pyeongchang | 26e 15 km vrije stijl · 13e 30 km skiatlon · 24e 50 km klassieke stijl · 4×10 km estafette |

### Wereldkampioenschappen
| Jaar | Plaats     | Resultaten                                                                                 |
| ---- | ---------- | ------------------------------------------------------------------------------------------ |
| 2015 | Falun      | 24e 15 km vrije stijl 24e 30 km skiatlon                                                   |
| 2017 | Lahti      | 32e 30 km skiatlon 16e 50 km vrije stijl 7e 4×10 km estafette                              |
| 2019 | Seefeld    | 5e 30 km skiatlon · 19e 50 km vrije stijl · 4×10 km estafette                              |
| 2021 | Oberstdorf | 14e 15 km vrije stijl · 12e 30 km skiatlon · 13e 50 km klassieke stijl · 4×10 km estafette |

### Wereldbeker
Eindklasseringen
| Seizoen   | Algm | DI  | SP  | TdS |
| --------- | ---- | --- | --- | --- |
| 2014/2015 | 153e | 93e | -   | -   |
| 2016/2017 | 44e  | 32e | -   | 23e |
| 2017/2018 | 53e  | 31e | -   | DNF |
| 2018/2019 | 34e  | 23e | -   | 27e |
| 2019/2020 | 29e  | 19e | 67e | 21e |
| 2020/2021 | 22e  | 22e | –   | 9e  |

### Marathons
Ski Classics Challenger zeges
| Nr. | Datum        | Plaats    | Marathon                      | Onderdeel                      |
| --- | ------------ | --------- | ----------------------------- | ------------------------------ |
| 1.  | 8 maart 2020 | La Feclaz | La Savoyarde Caisse d'Épargne | 42 km vrije stijl (massastart) |